# 16062 Buncher
A 16062 Buncher (ideiglenes jelöléssel 1999 NR36) a Naprendszer kisbolygóövében található aszteroida. A LINEAR projekt keretében fedezték fel 1999. július 14-én.